# Eduard Mandel
Pour les articles homonymes, voir Mandel.
Eduard Mandel, né le 15 février 1810 à Berlin et mort le 20 octobre 1882 dans la même ville, est un graveur et dessinateur allemand.

## Biographie
Eduard Mandel naît le 15 février 1810 à Berlin.
Il est l'élève de Ludwig Buchhorn à la Kunstakademie de Berlin de 1826 à 1830. Il étudie également avec Louis-Pierre Henriquel-Dupont à Paris. Il devient membre de la Kunstakademie de Berlin en 1837, et en 1856, il prend la direction d'une école de gravure. Il est membre des Académies d'Amsterdam, d'Anvers, de Bruxelles, de Florence, de Munich, de Paris, de Rome, d'Urbino et de Vienne.
Eduard Mandel meurt le 20 octobre 1882 dans sa ville natale.